# Autophila magnifica
Autophila magnifica är en fjärilsart som beskrevs av Charles Boursin 1963. Autophila magnifica ingår i släktet Autophila och familjen nattflyn. Inga underarter finns listade i Catalogue of Life.